# Acción Republicana
Die Acción Republicana (dt. Republikanische Aktion, AR) war eine progressistische (linksliberale) und republikanische politische Partei in Spanien, die von 1928 bis 1934 bestand.
Die Acción Republicana wurde 1925 durch den Politiker und Schriftsteller Manuel Azaña gegründet. Zu ihren wichtigsten Programmpunkten gehörte die Organisation Spaniens in autonomen Regionen (autonomismo), das Eintreten für eine Agrarreform und für die Reform der Streitkräfte.
Der linke Flügel der Partei spaltete sich 1930 ab und wirkte an der Bildung des Partido Republicano Radical Socialista (dt. Sozialistische Radikal-Republikanische Partei, PRS) unter Führung von Marcelino Domingo mit.
Die Acción Republicana war Mitglied der „Republikanischen Allianz“, die den Pakt von San Sebastián schloss, um die Monarchie unter Alfons XIII. zu stürzen. Sie wirkte seit 1931 an der Errichtung der Zweiten Republik mit und wurde Teil der Übergangsregierung, die nach der Abdankung des Königs Spanien regierte.
Bei den Parlamentswahlen von 1931 errang sie 30 Sitze und entwickelte sich, trotz ihres relativ kleinen Gewichts im Parlament, zu einer zentralen Kraft in den Regierungen der Republik bis 1933. Der Gründer und Vorsitzende der Partei, Manuel Azaña, wurde Ministerpräsident.
Nach der Niederlage der links-republikanischen Parteien bei den Wahlen von 1933, bei denen die Acción Republicana lediglich zehn Sitze errang, vereinigte sich die Partei mit anderen republikanischen Gruppierungen wie der Organización Republicana Gallega Autónoma (dt. Galicisch-Republikanische Autonome Organisation, ORGA) y und dem Partido Republicano Radical Socialista 1934 zur Izquierda Republicana unter Führung Azañas.